# Нелла Бєльська
Нелла Бєльські (народилася в Синельниковому, Україна між 1935 і 1939 роками) — французька актриса і письменниця українського походження.

## Біографія
У 1956 році Нелла Бєльська стала студенткою філософського факультету Московського державного університету. У 1959 році вона познайомилася з французьким журналістом і режисером Мішелем Курно, за якого на початку 1960 -х років вийшла заміж. Їй дозволили покинути Радянський Союз і в 1962 році вона оселилася у Франції. Бєльська зіграла в п'яти фільмах між 1968 і 1978 роками, зокрема у фільмі свого чоловіка Les Gauloises bleues, де він нав'язав їй головну роль. При цьому продюсер вважав, що фільм з Ніною Бєльскі в головній ролі фінансувати надто важко, і він віддав перевагу Анні Жирардо. Жиль Якоб описує її як «гарну брюнетку з голосом».
У 1974 році її запросили в програму Italiques для дебатів з Анрі Труа про літературний сезон.
Перший роман Нелли «Вороніж», написаний французькою мовою, був опублікований у 1970 році, а за ним було кілька інших романів, багато з яких було перекладено англійською мовою, як-от «Deux oranges pour le fils» Александра Леві та C'tait l'an 42.
Вона брала участь у кількох п'єсах, у тому числі Питання географії у виконанні Королівської Шекспірівської трупи в Pit Theatre у Лондоні.

## Фільмографія
- 1968 рік: Сині Галуази Мішеля Курно: Джейн
- 1968 рік: La Bande à Bonnot Філіпа Фурастьє: Сміється Мастержан
- 1969 рік: Гроші-гроші Хосе Варела
- 1971 рік: Побачення в Бре, Андре Дельво: жінка в поїзді
- 1978 рік: Роберт і Роберт, Клода Лелуша

## Публікації
- 1968: Вороніж, вид. Роберт Лаффонт; очерет. Погода, 1996 рік. Премія Ладісласа Дорманді
- 1974 рік: Плетений трамвай, Роберт Лаффонт
- 1979 рік: Два апельсини для сина Александра Леві, Меркюр де Франс
- 1980 рік: Такими красивими і свіжими були троянди, Меркюр де Франс
- 1984 рік: Питання географії[3], п'єса, написана разом з Джоном Бергером
- 1994 рік: М'якоть обіймів (про Райнера Марію Рільке)
- 2008 рік: Це був рік 42, Медон: Quidam, друге видання

## Почесті

### Нагорода
Нелла Бєльські — лицар мистецтв і літератури.
Її перекладачі, Джон Бергер і Ліза Аппіньянезі, отримали премію Скотта Монкріффа в 2005 році за свій роман «Рік 42».